# 重水素化水素
重水素化水素（じゅうすいそかすいそ、英: hydrogen deuteride）は、水素の同位体である軽水素と重水素から構成される二原子分子である。分子式はHDである。

## 天然の存在
重水素化水素は、天然の水素分子の中の極一部を構成する。特に、30 ppmから200 ppmと割合は少ないものの、全ての木星型惑星の大気から検出されている。重水素化水素は超新星残骸等からも見つかっている。
| 惑星   | HD       | H2         |
| ------ | -------- | ---------- |
| 木星   | ~0.003 % | 89.8±2.0 % |
| 天王星 | ~0.007 % | 83.0±3.0 % |
| 海王星 | ~0.019 % | 80.0±3.2 % |

## 発光スペクトル
重水素化水素と水素分子は、非常に似た発光スペクトルを持つが、周波数が異なる。

## 関連文献
- Spitzer observations of hydrogen deuteride